# Betina Jozami
Betina Jozami (ur. 8 września 1988 w Paranie) – argentyńska tenisistka.
Sportową karierę rozpoczęła w styczniu 2003 roku, biorąc udział w turnieju ITF w meksykańskim Poza Rica. Zagrała tam w kwalifikacjach zarówno w grze pojedynczej jak i podwójnej, ale tylko w singlu udało jej się przejść do fazy głównej turnieju, w której przegrała już w pierwszym meczu. Zdecydowanie lepiej poszło jej w lipcu, na turnieju w Puerto Ordaz w Wenezueli, gdzie jako kwalifikantka dotarła do finału zarówno gry singlowej jak i deblowej. W 2004 roku osiągnęła swój drugi finał w grze pojedynczej na turnieju w Santiago oraz wygrała swój pierwszy turniej deblowy w Asunción. Pierwszy singlowy turniej wygrała w 2006 roku w Monterrey, pokonując w finale Kolumbijkę, Marianę Duque Mariño. W sumie w czasie swojej kariery wygrała siedem turniejów w grze singlowej i piętnaście w grze deblowej rangi ITF.
W lutym 2005 roku dwukrotnie wzięła udział w kwalifikacjach do turniejów WTA, ale w obu przypadkach odpadła w pierwszej rundzie. Po raz pierwszy w turnieju głównym WTA zagrała w 2006 roku, na turnieju w Bogocie, i był to występ w grze podwójnej. Partnerowała tam rodaczce Andrei Benitez, jednak już w pierwszej rundzie przegrały z parą czeską Eva Birnerová i Gabriela Navrátilová. W 2007 roku, razem z Marią Fernanda Alves, dotarła do półfinału turnieju Quebec, pokonując między innymi takie pary jak Jorgelina Cravero i Juliana Fedak czy Meilen Tu i Wiera Zwonariowa. W tym samym roku wzięła też udział w kwalifikacjach gry pojedynczej do turniejów wielkoszlemowych w Wimbledonie i US Open, ale za każdym razem odpadała w pierwszej rundzie.
Największe sukcesy w karierze, w rozgrywkach cyklu WTA, tenisistka odniosła w 2008 roku. W lutym wygrała kwalifikacje gry pojedynczej turnieju Copa Colsanitas Santander w Bogocie, pokonując w decydującym o awansie meczu Rossanę de los Ríos, a potem, w turnieju głównym, dotarła do półfinału, wygrywając po drodze z takimi tenisistkami jak: Flavia Pennetta, Marija Korytcewa i Martina Müller. W maju wzięła udział w kwalifikacjach singla do Roland Garros, w których wygrała pierwsze dwie rundy, zwyciężając z Wiesną Manasiewą i Stefanie Vögele, a przegrała w trzeciej z Jarmilą Gajdošową. Potem, w parze z Jorgeliną Cravero, wygrała kwalifikacje debla w Wimbledonie, pokonując pary Maria Fernanda Alves/Rossana de los Ríos oraz Alina Żydkowa/Lilia Osterloh i zagrała w turnieju głównym. Udział swój zakończyła jednak na pierwszej rundzie, przegrywając z parą Katarina Srebotnik/Ai Sugiyama.
W następnym roku grała kwalifikacje do Australian Open i US Open, ale nie udało jej się awansować do fazy głównej.
Najwyższy światowy ranking WTA w grze pojedynczej osiągnęła 9 lutego 2009 roku i było to miejsce 132.
Reprezentowała również swój kraj w Pucharze Federacji.

## Wygrane turnieje rangi ITF
| turnieje z pulą nagród 100 000 $ |
| turnieje z pulą nagród 75 000 $  |
| turnieje z pulą nagród 50 000 $  |
| turnieje z pulą nagród 25 000 $  |
| turnieje z pulą nagród 15 000 $  |
| turnieje z pulą nagród 10 000 $  |

### Gra pojedyncza
|    | Data       | Turniej       | Kat. | ($)    | Naw.   | Finalistka             | Wynik         |
| 1. | 28/05/2006 | Monterrey     | ITF  | 10 000 | twarda | Mariana Duque Mariño   | 6:3, 6:3      |
| 2. | 04/06/2006 | Leon          | ITF  | 10 000 | twarda | Agustina Lepore        | 6:3, 6:1      |
| 3. | 17/09/2006 | Tampico       | ITF  | 10 000 | twarda | Daniela Munoz Gallegos | 6:3, 6:0      |
| 4. | 24/09/2006 | Guadalajara   | ITF  | 10 000 | ziemna | Estefania Craciun      | 6:3, 6:4      |
| 5. | 01/10/2006 | Juárez        | ITF  | 10 000 | ziemna | Estefania Craciun      | 6:1, 0:6, 6:2 |
| 6. | 06/04/2008 | Civitavecchia | ITF  | 25 000 | ziemna | Polona Hercog          | 6:2, 6:2      |
| 7. | 05/10/2008 | Juárez        | ITF  | 50 000 | ziemna | Jorgelina Cravero      | 2:2 krecz     |